# Severin Segelcke

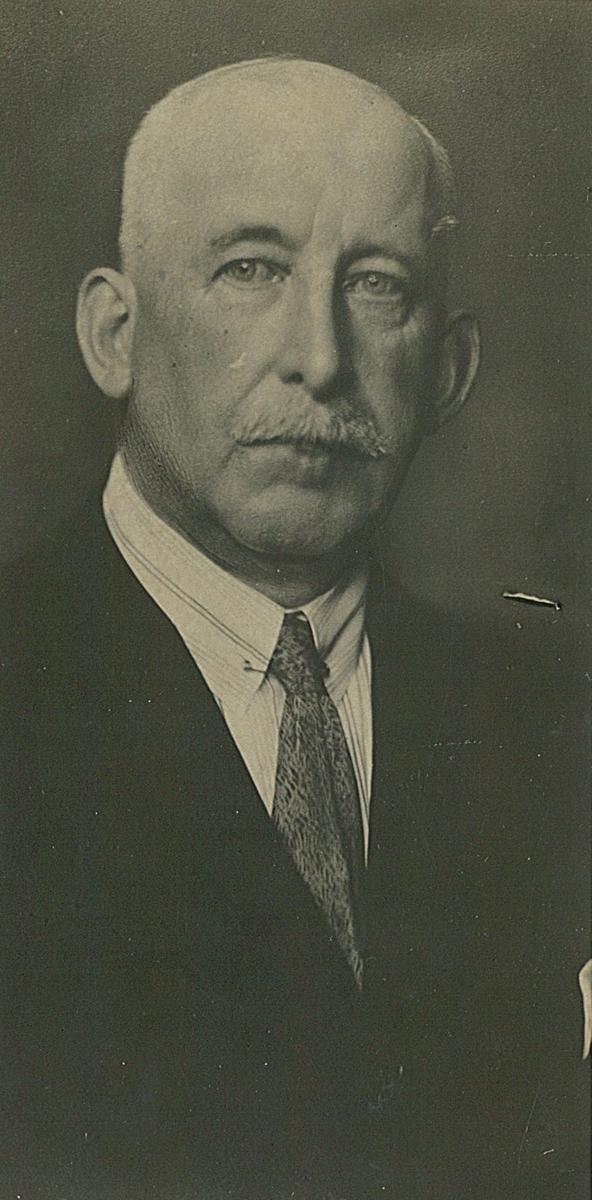
Severin Segelcke.

Severin Vincent Heiberg Segelcke, född 12 juni 1867 i Kristiania, död 31 maj 1940 i Stange, var en norsk officer och målare, av samma släkt som Lorentz Segelcke.
Segelcke var som målare huvudsakligen autodidakt, men studerade en kort tid 1894 för Roll i Paris. Han utförde porträtt (August Strindberg, 1894) och grupper (Från "Logens" läsesal, 1898), landskap, dekorativa väggbilder, raderingar och litografier samt illustrerade barnböcker.